# Offscreen 2017
 (mars 2017).
Si vous disposez d'ouvrages ou d'articles de référence ou si vous connaissez des sites web de qualité traitant du thème abordé ici, merci de compléter l'article en donnant les références utiles à sa vérifiabilité et en les liant à la section « Notes et références ».
La dixième édition du festival Offscreen, consacré au cinéma bis, se tiendra à Bruxelles du 8 au 26 mars 2017.
Plus de soixante films seront projetés dans quatre endroits différents, la Cinematek, le Bozar, le cinéma Nova et le cinéma RITCS.
Plusieurs personnalités sont invitées, que ce soit pour animer des Master Class ou pour présenter leurs films, comme les réalisateurs tchèques Juraj Herz et Jiří Barta.

## Sections
Les films sont répartis en plusieurs sections :

### Offscreenings
- Alipato: The Very Brief Life of an Ember de Khavn
- Aloys de Tobias Nolle
- Creepy de Kiyoshi Kurosawa
- Grave de Julia Ducournau
- La Region Salvaje d'Amat Escalante
- Prevenge d'Alice Lowe
- Safari d'Ulrich Seidl
- Samurai Rauni de Mika Rättö (en)
- Tenemos la Carne d'Emiliano Rocha Minter
- The Greasy Strangler de Jim Hosking (en)
- The Love Witch d’Anna Biller
- The Mole Song: Hong Kong Capriccio de Takashi Miike
- The Wailing (The Strangers) de Na Hong-jin

### Stephen Sayadian
- Nightdreams (en) de Francis Delia (1981)
- Café Flesh (1982)
- Dr. Caligari (1989)

### Once upon a Time in Czechoslovakia
- Baron Prasil (Le Baron de Crac) (1962) de Karel Zeman
- Case for a Rookie Hangman (Un cas pour un bourreau débutant) (1969) de Pavel Juráček
- Marketa Lazarová (1967) de František Vláčil
- The Cat Who Wore Sunglasses (Un jour un chat) (1963) de Vojtěch Jasný
- The Golden Fern (Zlaté kapradi) (1963) de Jiří Weiss
- The Little Mermaid (La Petite Sirène) (1976) de Karel Kachyňa
- The Party and the Guests (La Fête et les Invités, O slavnosti a hostech) (1966) de Jan Němec
- Three Nuts for Cinderella (Trois Noisettes pour Cendrillon) (1973) de Václav Vorlíček
- Valerie and Her Week of Wonders (Valérie au pays des merveilles) (1970) de Jaromil Jireš
- Witches' Hammer (Le Marteau des sorcières) (1970) d'Otakar Vávra

#### Juraj Herz
- Beauty and the Beast (La Belle et la Bête) (1978) de Juraj Herz
- Ferat Vampire (Le Vampire de Ferat) (1982) de Juraj Herz
- The Cremator (L'Incinérateur de cadavres) (1969) de Juraj Herz
- Morgiana (1972) de Juraj Herz
- Passage (1997) de Juraj Herz
- The Ninth Heart (1978) de Juraj Herz

#### Jiří Barta
- Krysar - The Pied Piper (Krysar, le joueur de flûte) (1986) de Jiří Barta
- Toys in the Attic (1986) de Jiří Barta

### Apocalypse 69
- Easy Rider (1969) de Dennis Hopper
- Gimme Shelter (1970) de David Maysles, Albert Maysles et Charlotte Zwerin
- Manson (1973) de Robert Hendrickson (en) et Laurence Merrick (en)
- Multiple Maniacs (1970) de John Waters
- Zabriskie Point (1970) de Michelangelo Antonioni
- Invocation of My Demon Brother (en) (1969) de Kenneth Anger (11 minutes)
- Lucifer Rising (it) (1981) de Kenneth Anger (28 minutes)
- Les Sadiques de Satan (it) (Satan's Sadists) (1969) d'Al Adamson (90 minutes)
- Werewolves on Wheels (en) (1971) de Michel Levesque (85 minutes)

### Indonesian Action Cinema
- Garuda Power: The Spirit Within (2014) de Bastian Meiresonne
- Lady Terminator (id) (Pembalasan Ratu Laut Selatan) (1989) de Tjut Djalil
- The Devil's Sword (1984) de Ratno Timoer (id)
- The Warrior (1981) de Sisworo Gautama Putra

### Walerian Borowczyk
La Cinematek présente l'artiste d’origine polonaise Walerian Borowczyk (1923-2006) à travers huit de ses films.
- Interno di un convento (Behind Convent Walls - Intérieur d'un couvent)
- Blanche
- Contes immoraux
- Goto, l'île d'amour
- La Bête
- Les Héroïnes du mal
- L'Histoire du péché
- Le Théâtre de monsieur et madame Kabal